# Josh Singer

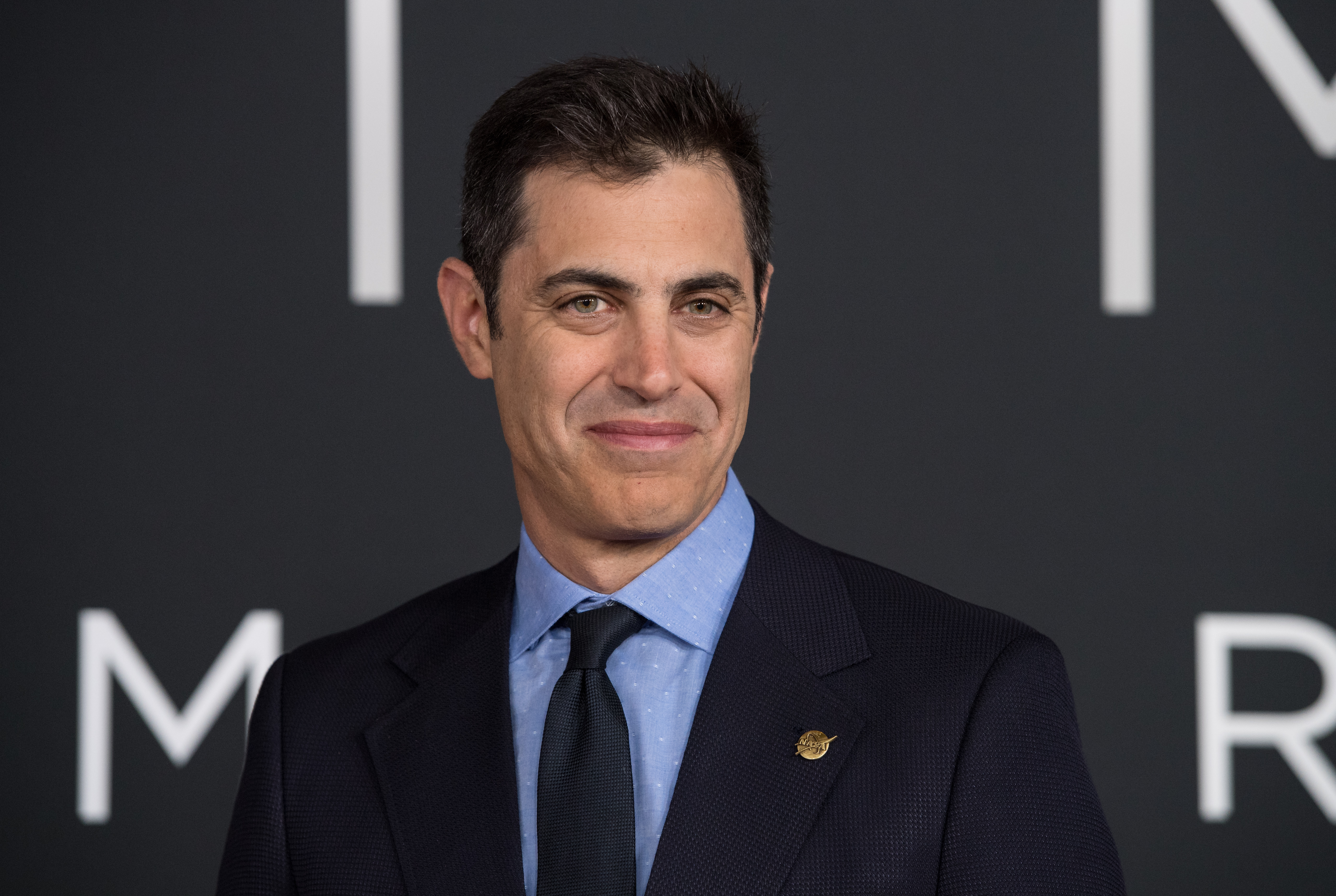
Josh Singer bei einer Vorstellung von Aufbruch zum Mond im Oktober 2018

Josh Singer (* 1972) ist ein US-amerikanischer Drehbuchautor.

## Leben
Vor seiner Tätigkeit als Drehbuchautor studierte Josh Singer an der Harvard Law School und war für McKinsey & Company tätig. Erste Erfahrung im Filmgeschäft sammelte er mit Praktika u. a. in der Fernsehabteilung von Walt Disney.
Seine erste Station als Drehbuchautor war die Fernsehserie The West Wing – Im Zentrum der Macht. Ab 2003 gehörte er dort zum Autorenteam. Singer blieb danach bis in die 2010er Jahre hinein dem Fernsehen zugewandt. 2013 wurde mit Inside Wikileaks – Die fünfte Gewalt der erste Spielfilm veröffentlicht, der auf einem seiner Drehbücher basiert.
Die Arbeit an Spotlight brachte ihm gemeinsam mit Tom McCarthy einen Oscar in der Kategorie Bestes Originaldrehbuch ein, ferner eine Golden-Globe-Nominierung in der gleichen Kategorie, ebenso für den National Society of Film Critics Award, den Los Angeles Film Critics Association Awards und weiteren Preisen. Bereits 2015 gewannen sie den Boston Society of Film Critics Award für das beste Drehbuch.
Eine weitere Oscar-Nominierung erhielt Singer 2024 für das gemeinsam mit Bradley Cooper verfasste Drehbuch zur Leonard-Bernstein-Biografie Maestro.

## Filmografie
- 2003–2006: The West Wing – Im Zentrum der Macht (Fernsehserie)
- 2007–2008: Law & Order: Special Victims Unit (Fernsehserie, 2 Folgen)
- 2009–2011: Fringe – Grenzfälle des FBI (Fernsehserie)
- 2009: Lie to Me (Fernsehserie)
- 2013: Inside Wikileaks – Die fünfte Gewalt (The Fifth Estate)
- 2015: Spotlight
- 2017: Die Verlegerin (The Post)
- 2018: Aufbruch zum Mond (First Man)
- 2023: Maestro